# 贝希特海姆
贝希特海姆是德国莱茵兰-普法尔茨州的一个市镇。总面积13.34平方公里，总人口1764人，其中男性875人，女性889人（2011年12月31日），人口密度132人/平方公里。